# Jean-François Sauvé
Jean-François Sauvé (* 23. Januar 1960 in Sainte-Geneviève, Québec) ist ein ehemaliger kanadischer Eishockeyspieler, der im Verlauf seiner aktiven Karriere zwischen 1977 und 1991 unter anderem 326 Spiele für die Buffalo Sabres und Nordiques de Québec in der National Hockey League (NHL) auf der Position des Centers bestritten hat. Seine größten Erfolge sammelte Sauvé neben dem Juniorenbereich jedoch in der American Hockey League (AHL), wo er in den Jahren 1983 mit den Rochester Americans und 1989 mit den Adirondack Red Wings jeweils den Calder Cup gewann.

## Karriere
Sauvé verbrachte zwischen 1977 und 1980 eine überaus erfolgreiche Juniorenzeit in der Ligue de hockey junior majeur du Québec (LHJMQ). Dort war der Stürmer für die Draveurs de Trois-Rivières aktiv, mit denen er gleich in seiner Rookiesaison den Coupe du Président gewann. Nachdem er dort in der regulären Saison noch eine untergeordnete Rolle gespielt hatte und erst im Verlauf der Playoffs zum Stammspieler gereift war, avancierte er in der Saison 1978/79 zum absoluten Führungsspieler des Teams. In den beiden folgenden Spielzeiten sicherte er sich mit 176 bzw. 187 Scorerpunkten jeweils Trophée Jean Béliveau als Topscorer der regulären Saison. Ebenso führte er die Draveurs im Frühjahr 1979 als Topscorer der Playoffs zum erneuten Meisterschaftsgewinn und wurde mit der Trophée Guy Lafleur als wertvollster Spieler ausgezeichnet. Darüber hinaus erhielt der Franko-Kanadier zweimal die Trophée Frank J. Selke als sportlich fairster Spieler der Liga, die er sich einmal mit Ray Bourque teilte, und stand zudem je einmal im First und Second All-Star Team der LHJMQ. Den prestigeträchtigen Memorial Cup konnte der Center jedoch trotz zweier Teilnahmen in seiner Juniorenkarriere, die er mit insgesamt 439 Punkten in 191 Einsätzen abschloss, nicht gewinnen.
Nachdem Sauvé ungedraftet geblieben war, hatten ihn bereits im November 1979 die Buffalo Sabres aus der National Hockey League (NHL) als Free Agent unter Vertrag genommen, jedoch noch bis zum Ende der Spielzeit 1979/80 im Juniorenbereich eingesetzt. Erst nach Abschluss seiner Juniorenspiele debütierte er am Saisonende bei Buffalos Farmteam, den Rochester Americans, in der American Hockey League (AHL) im Profibereich. In den folgenden drei Spielzeiten tat sich der kleingewachsene Angreifer jedoch schwer, sich in der NHL zu etablieren. Nachdem er den Großteil der Spielzeit 1980/81 in Rochester verbracht hatte und ins AHL Second All-Star Team berufen worden war, absolvierte er im folgenden Jahr 69 NHL-Spiele für die Sabres, in denen er 55-mal punktete. Dennoch fand sich Sauvé in der Saison 1982/83 wieder und führte die Amerks im Verlauf des Spieljahres gemeinsam mit Sean McKenna und Jim Wiemer zum Gewinn des Calder Cups. Die Playoffs schloss er dabei als Topscorer ab, ehe er die Organisation der Buffalo Sabres nach drei Jahren verließ.
Im Juni 1983 wurde der Franko-Kanadier gemeinsam mit Tony McKegney, André Savard und einem Drittrunden-Wahlrecht im NHL Entry Draft 1983 zu den Nordiques de Québec transferiert, die dafür im Gegenzug Réal Cloutier und ein Erstrunden-Wahlrecht im selben Draft abgaben. In seiner ersten Saison in Québec pendelte Sauvé weiterhin zwischen der NHL und AHL, wo er für den Kooperationspartner der Nordiques, die Fredericton Express, auflief. Zur Spielzeit 1984/85 gelang dem Offensivspieler endlich der erhoffte Durchbruch in der NHL und stellte im folgenden Jahr mit 56 Scorerpunkten eine persönliche Karrierebestmarke auf. Trotzdem kehrte Sauvé dem nordamerikanischen Kontinent daraufhin zunächst den Rücken und wechselte nach Europa. Dort schloss er sich im Sommer 1986 dem Schweizer Nationalligisten Fribourg-Gottéron an, wo er zum Topscorer der Hauptrunde aufstieg. Zudem stand er im Saisonverlauf leihweise beim HC Davos unter Vertrag, mit dem er am traditionsreichen Spengler Cup teilnahm und dort ins All-Star-Team gewählt wurde. Nach Abschluss der NLA-Saison kehrte Sauvés für den Rest der NHL-Spielzeit 1986/87 noch einmal für 14 Spiele zu den Nordiques zurück. Ab dem Sommer 1987 stand er für die folgenden zwei Jahre wieder für Fribourg-Gottéron in der Nationalliga A auf dem Eis und bewahrte diese als teaminterner Topscorer im Spieljahr 1988/89 vor dem Abstieg in die Nationalliga B (NLB).
Erst zum Ende der Saison 1988/89 kehrte der Mittelstürmer abermals nach Nordamerika zurück, wo er von den Adirondack Red Wings aus der AHL unter Vertrag genommen wurde. Mit 44 Scorerpunkten in 33 Einsätzen, davon 18 Punkte in 17 Playoff-Spielen, hatte Sauvé einen maßgeblichen Anteil am abermaligen Gewinn des Calder Cups. Schließlich wechselte der 29-Jährige zur Spielzeit 1989/90 in die französische Elitespielklasse Nationale 1A, wo er zwei Spielzeiten bei der ASG Tours verbrachte. Seine Scoringqualitäten stellte er dabei mit dem einmaligen Gewinn der Trophée Charles Ramsey unter Beweis. Nach 61 Einsätzen für Tours, in denen er 158-mal gepunktet hatte, beendete Sauvé im Sommer 1919 seine aktive Spielerlaufbahn.

## Erfolge und Auszeichnungen
| - 1978 Coupe-du-Président-Gewinn mit den Draveurs de Trois-Rivières - 1979 Coupe-du-Président-Gewinn mit den Draveurs de Trois-Rivières - 1979 Topscorer der LHJMQ-Playoffs - 1979 Trophée Guy Lafleur - 1979 Trophée Jean Béliveau - 1979 Trophée Frank J. Selke (gemeinsam mit Ray Bourque) - 1979 LHJMQ Second All-Star Team - 1980 Trophée Jean Béliveau - 1980 Trophée Frank J. Selke | - 1980 LHJMQ First All-Star Team - 1981 AHL Second All-Star Team - 1983 Calder-Cup-Gewinn mit den Rochester Americans - 1983 Topscorer der AHL-Playoffs - 1986 Spengler Cup All-Star-Team - 1987 Topscorer der Nationalliga-A-Hauptrunde - 1989 Calder-Cup-Gewinn mit den Adirondack Red Wings - 1990 Trophée Charles Ramsey |

## Karrierestatistik

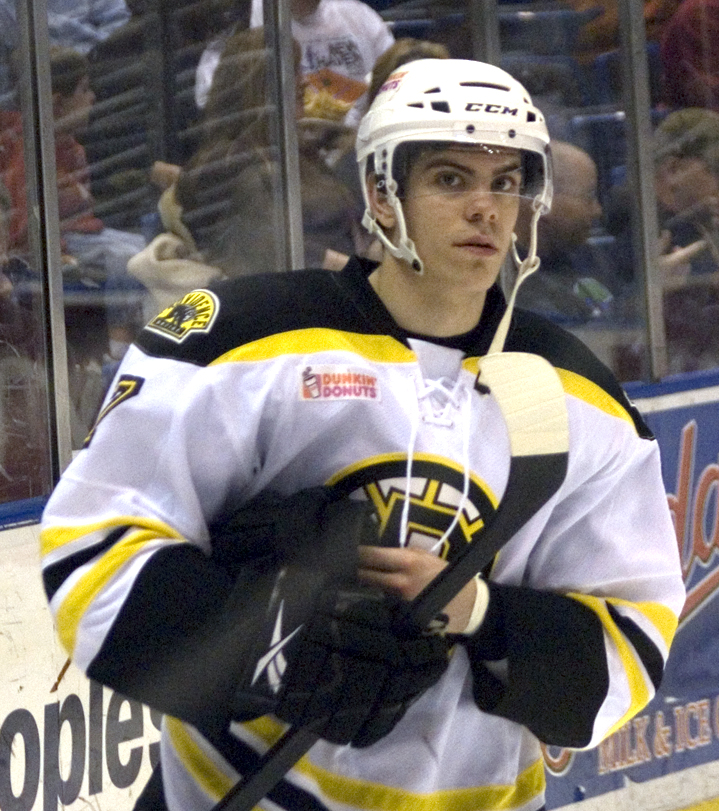
Sauvés Sohn Maxime im Trikot der Providence Bruins

(Legende zur Spielerstatistik: Sp oder GP = absolvierte Spiele; T oder G = erzielte Tore; V oder A = erzielte Assists; Pkt oder Pts = erzielte Scorerpunkte; SM oder PIM = erhaltene Strafminuten; +/− = Plus/Minus-Bilanz; PP = erzielte Überzahltore; SH = erzielte Unterzahltore; GW = erzielte Siegtore; 1 Play-downs/Relegation; Kursiv: Statistik nicht vollständig)

## Familie
Sauvés Familie ist tief im nordamerikanischen Eishockeysport verwurzelt. Sein fünf Jahre älterer Bruder Bob Sauvé war ebenfalls in der National Hockey League (NHL) aktiv und bestritt auf der Torhüterposition zwischen 1976 und 1989 insgesamt 454 Spiele für die Buffalo Sabres, Detroit Red Wings, Chicago Blackhawks und New Jersey Devils. Zudem gewann er die Vezina Trophy und William M. Jennings Trophy. Das Brüderpaar stand zwischen 1980 und 1983 gemeinsam in Buffalo unter Vertrag.
Auch in zweiter Generation schafften Sauvés Sohn Maxime und sein Neffe Philippe, der Sohn Bobs, den Sprung in die NHL. Der im französischen Chambray-lès-Tours geborene Maxime bestritt in der Saison 2011/12 eine Partie für die Boston Bruins und lief ansonsten größtenteils in der American Hockey League (AHL) auf. In der Spielzeit 2014/15 absolvierte er 27 Spiele für die Kölner Haie aus der Deutschen Eishockey Liga (DEL). Etwas erfolgreicher hinsichtlich NHL-Einsätzen war hingegen Philippe, der wie sein Vater ebenfalls auf Torhüterposition zuhause war und 32-mal für die Colorado Avalanche, Calgary Flames, Phoenix Coyotes und Boston Bruins in der NHL auflief. In der DEL stand er in der Saison 2007/08 für die Hamburg Freezers zwischen den Pfosten.